# Paramètre de Racah
En chimie quantique, les paramètres de Racah font le lien entre les raies spectrales et les forces répulsives entre les électrons d'un atome. Ils expriment numériquement les manifestations physiques des règles de Hund et des écarts par rapport à elles. Ils ont été introduits par Giulio Racah dans le cadre de ses recherches en spectroscopie atomique pour modéliser les différences d'énergie entre termes spectroscopiques à partir des différents types d'interactions possibles entre électrons : interaction coulombienne, interaction d'échange et interaction répulsive, représentées par des intégrales de Slater (en). Trois intégrales sont pertinentes dans cette analyse, notées F0, F2 et F4, dites respectivement du monopôle, du dipôle et du quadripôle ; on montre alors que les paramètres de Racah peuvent s'exprimer par :
A = F0 – 49F4, B = F2 – 5F4 et C = 35F4,
où F0 = F0, F2 = F2 ⁄ 49 et F4 = F4 ⁄ 441.
L'expression des niveaux d'énergie par leur nombre d'onde prend ainsi la forme d'une combinaison linéaire de trois termes :
E = A + nB + mC
où A, B et C sont les trois paramètres de Racah, et n et m des coefficients. Le terme A étant commun à tous les niveaux d'énergie, les différences entre ces derniers ne font intervenir que les paramètres B et C. Par exemple, la répulsion entre électrons du terme 3P vaut A + 7B tandis que celle du terme 3F vaut A – 8B, de sorte que la différence entre les deux vaut 15B.
Les paramètres de Racah peuvent être déterminés expérimentalement par spectroscopie sur des atomes en phase gazeuse, en comparant le spectre d'absorption d'ions libres avec les résultats attendus à partir des calculs issus de la théorie du champ cristallin. Il est également lié à l'effet néphélauxétique.